# Jaroslav Bejček
Jaroslav Bejček (9. července 1926, Louka u Litvínova – 17. září 1986, Ústí nad Labem) byl český malíř, grafik, sochař a ilustrátor, odborník na čínské výtvarnictví.

## Život a činnost
Narodil se do rodiny horníka. Nejprve studoval obor sochařství a následně malířství na keramické škole v Teplicích, kde byl jeho učitelem mj. Vladimír Šavel. Poté studoval na Vysoké škole uměleckoprůmyslové v Praze u prof. Karla Svolinského
Poté odcestoval do Číny, kde v letech 1953–1957 studoval umění u prof. Li Chua na Ústřední akademii v Pekingu. Zde se také seznámil se svou budoucí manželkou, Li Ki Sunovou z Jižní Koreje. Později se s manželkou odstěhovali do Československa. Žili nejprve v Bejčkově rodné Louce u Litvínova, poté v Mostě a od roku 1960 v Ústí nad Labem, kde působil v rámci úzké skupiny umělců. Vytvořil si vlastní dílnu ve Stadicích. Nakonec však odešel do Prahy.
Jaroslav Bejček zemřel 17. září 1986 v Ústí nad Labem. Je pochován spolu s manželkou na Olšanských hřbitovech v Praze.

## Tvorba
Jeho styl nelze jednoduše určit, neboť spektrum jeho tvorby bylo široké.[zdroj?] Maloval a kreslil prosté komorní grafiky, vytvářel architektonickou keramiku i skleněné mozaiky, či bronzové plastiky, ale také drobnou keramiku malovanou kobaltem pod glazuru) ilustrace a drobné grafické listy. Jeho oblíbenou technikou byla tradiční čínská malba tuší na rýžový papír.

## Dílo
- bronzové sousoší „Hra“ u sportovní haly, Příbram
- keramické reliéfy v průčelí bytového domu, Most

### Knižní ilustrace
- 30 000 li po Číně (Autor Boris Polevoj; Praha, Svět sovětů, 1960)
- Doporučeně  (sbírka básní, autor Pavel Bojar; Práce, 1983)
- Umělecká díla Jaroslava Bejčka a Li Ki Sun v Mostě (katalog; Magistrát města Mostu, 2012)

## Galerie

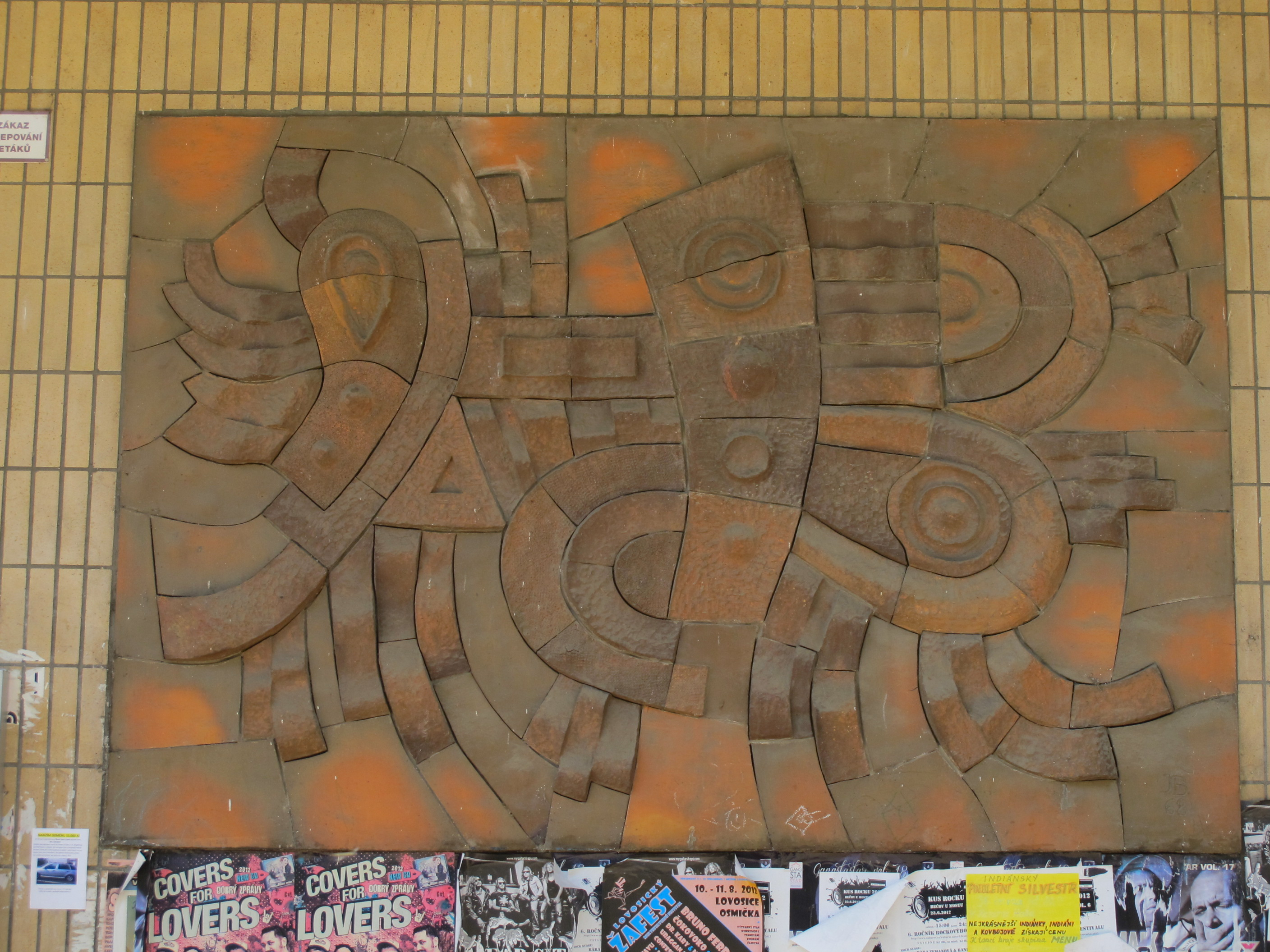
Keramický reliéf Jaroslava Bejčka z let 1966–1968 v Mostě
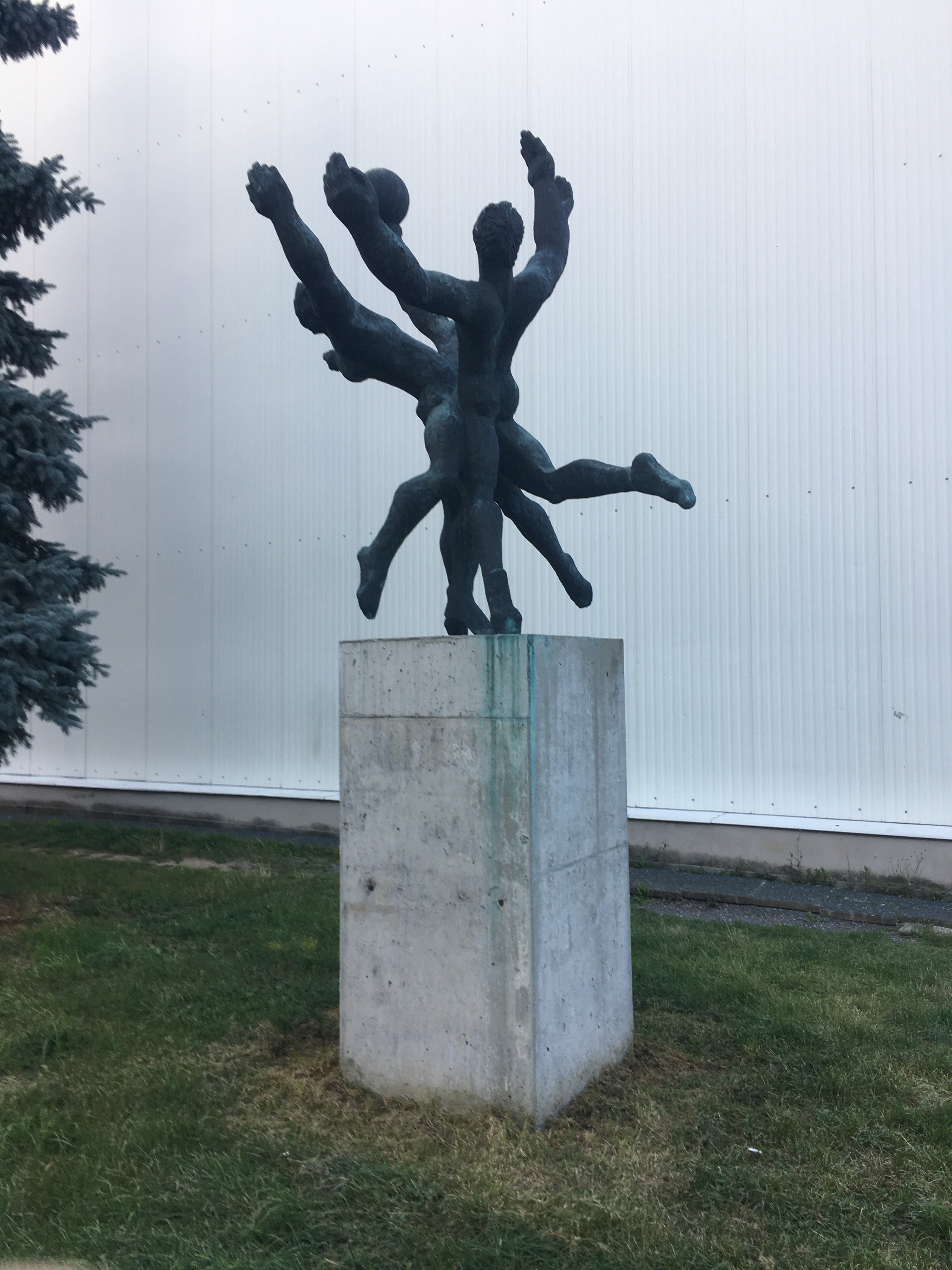
Sousoší Hra u sportovní haly v Příbrami
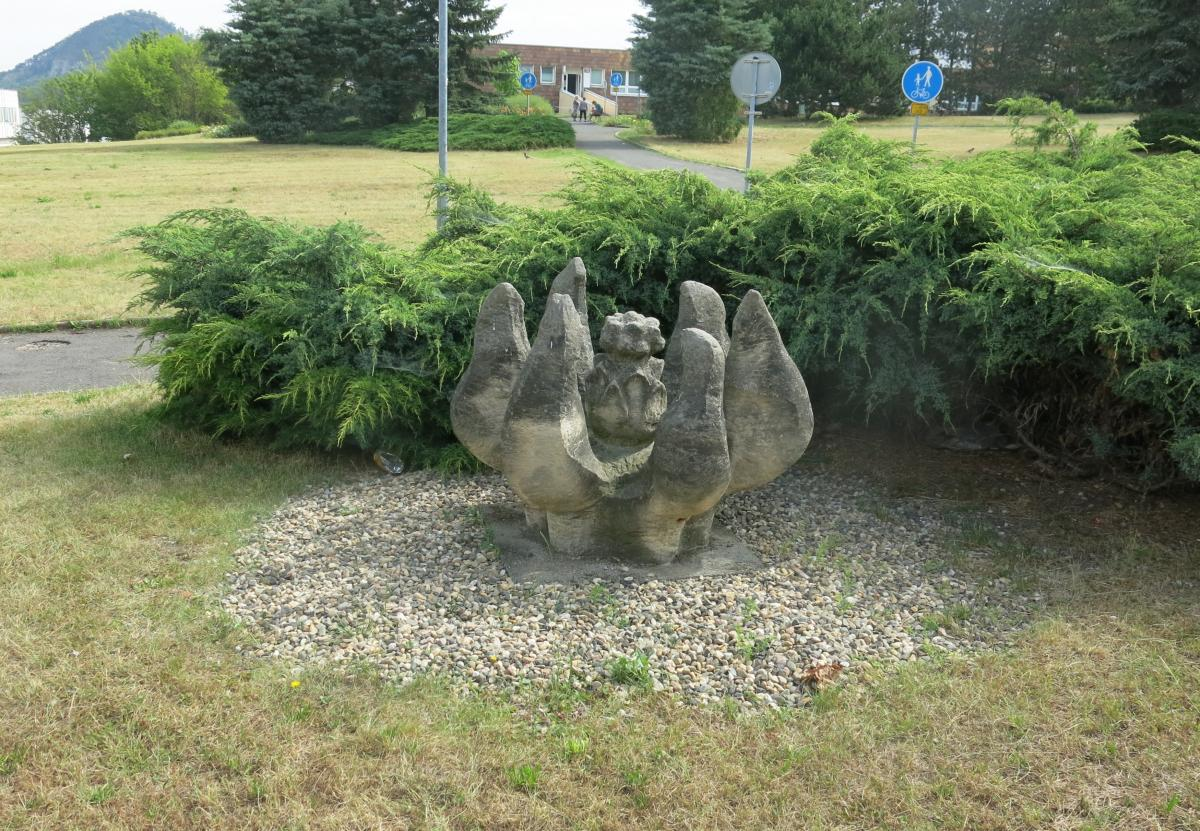
Kamenný květ, 1973, pískovec, před Základní uměleckou školou v Mostě
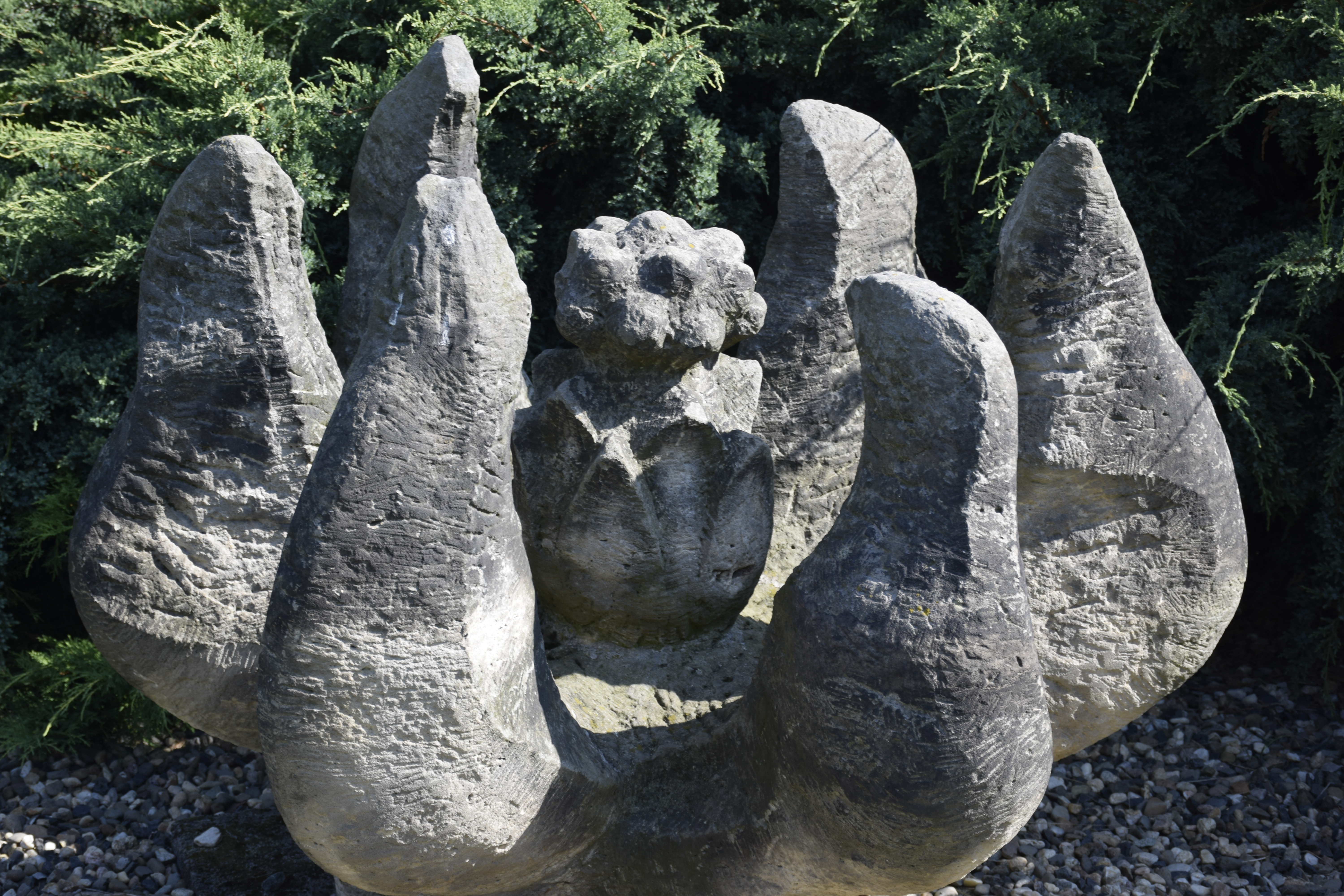
Květ, detail
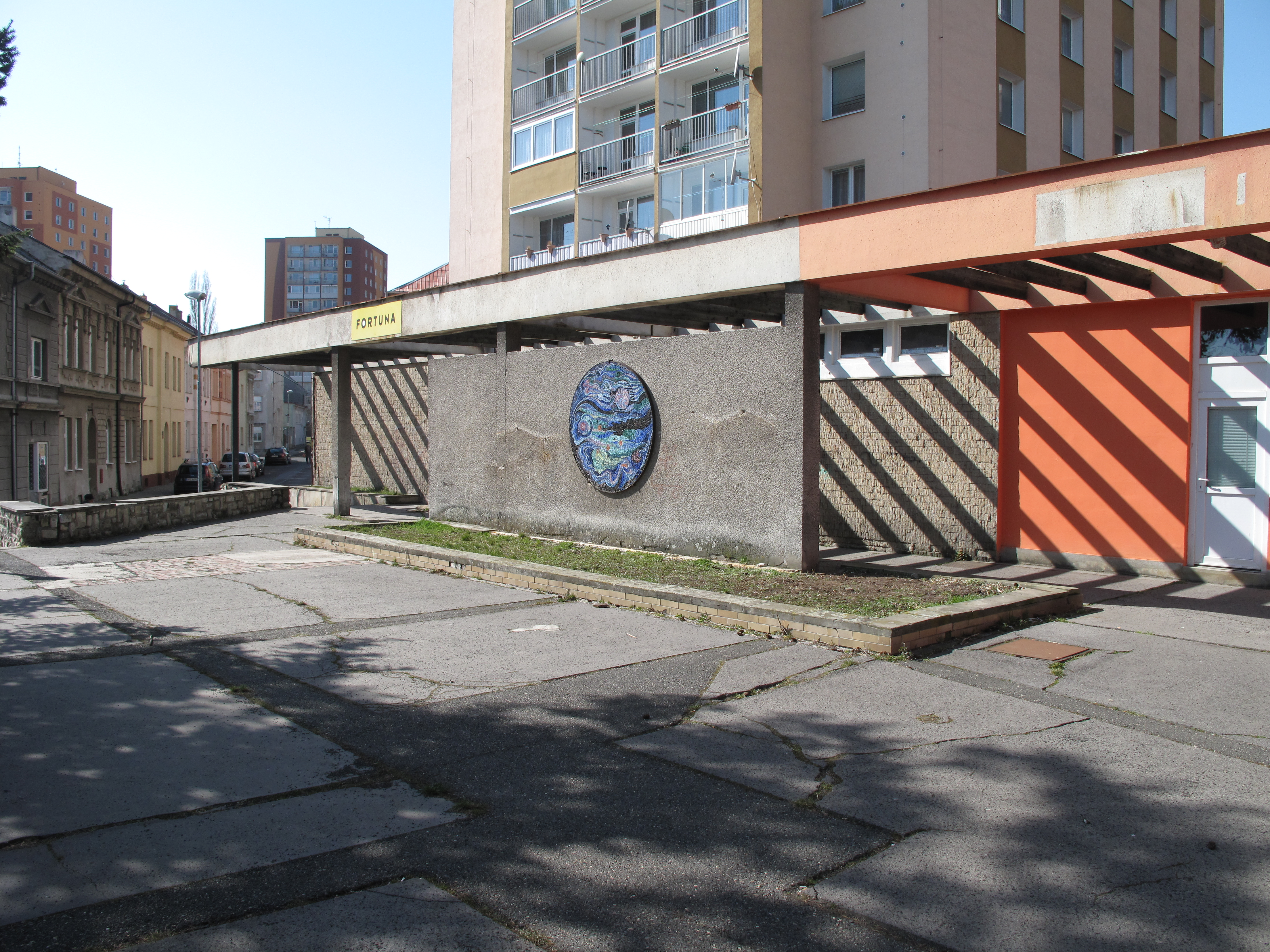
Luna, 1975, skleněná mozaika, kov, Rooseveltova, Chomutov - chybí část díla
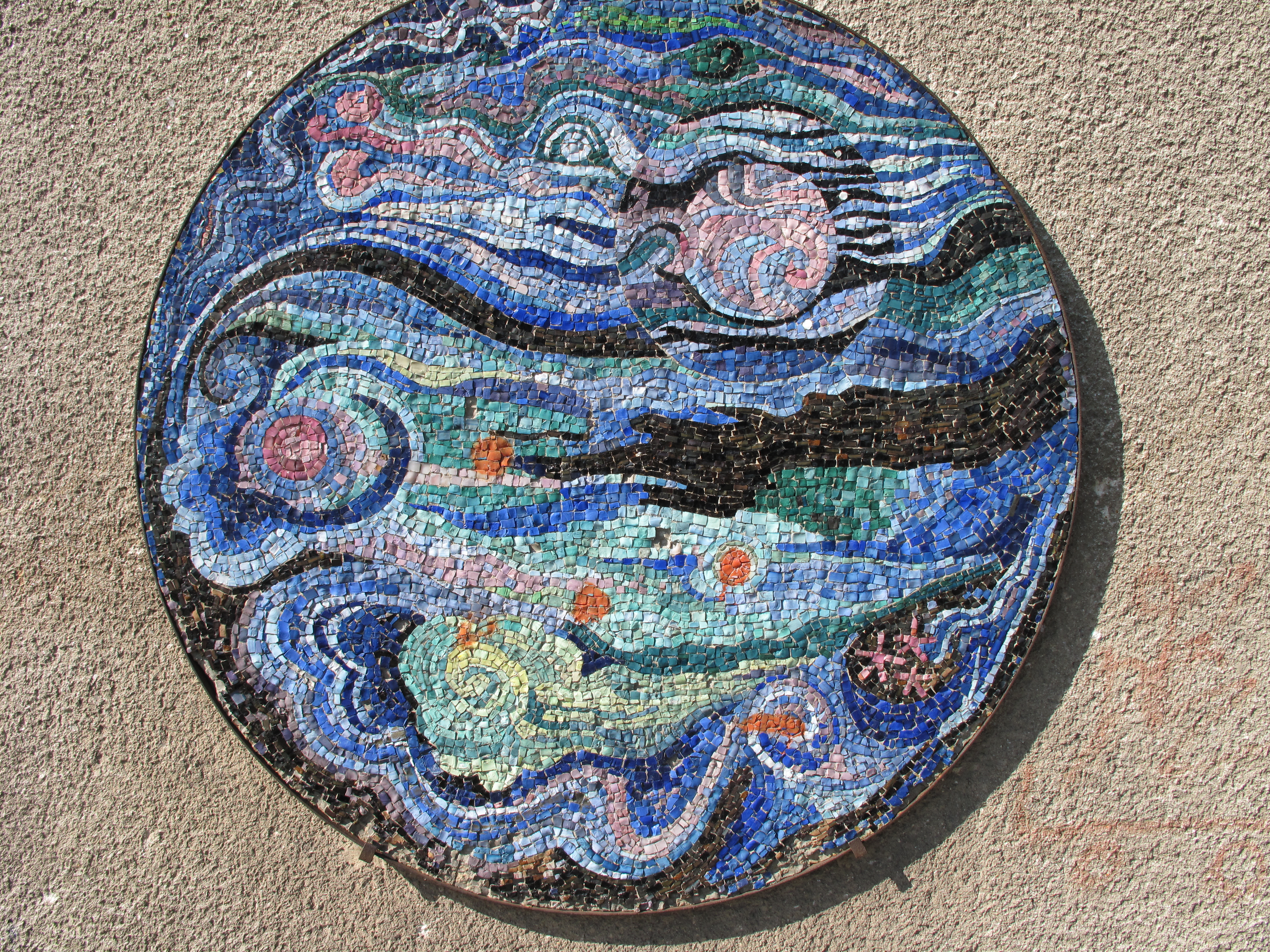
Luna, detail
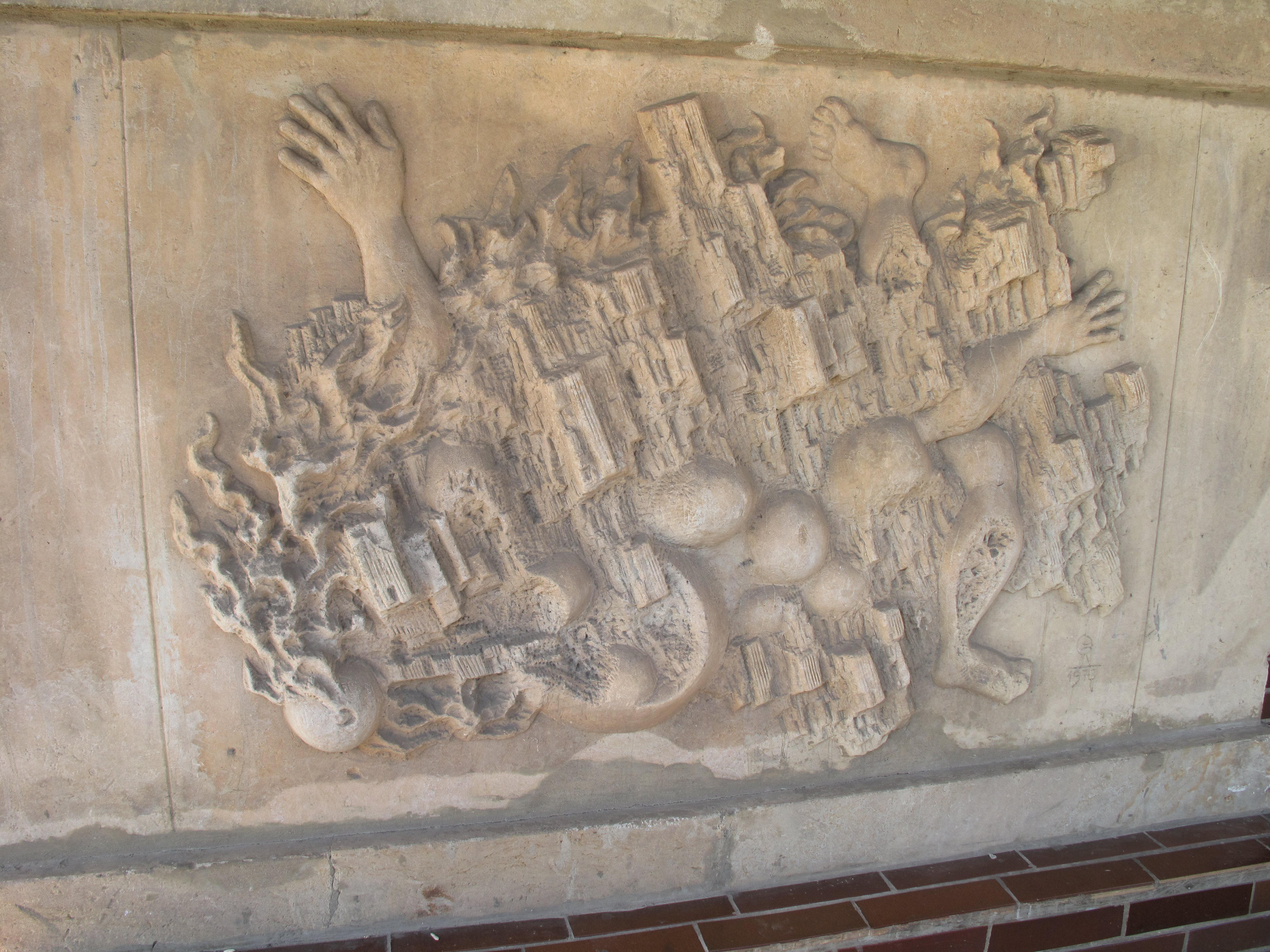
Oblaka, 1973, Březenecká ulice, Chomutov
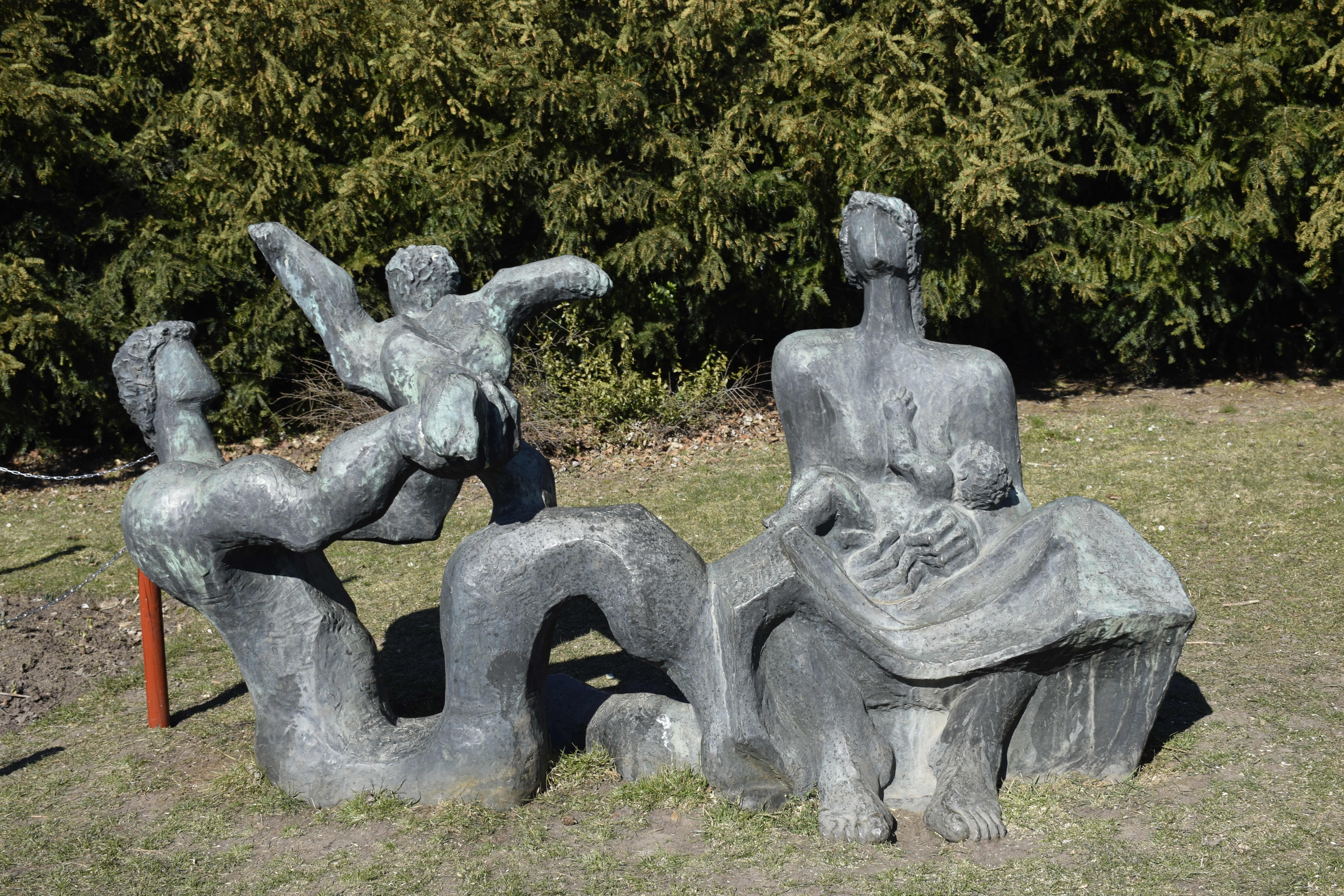
Rodina, 1976, park Severní Terasa v Ústí nad Labem
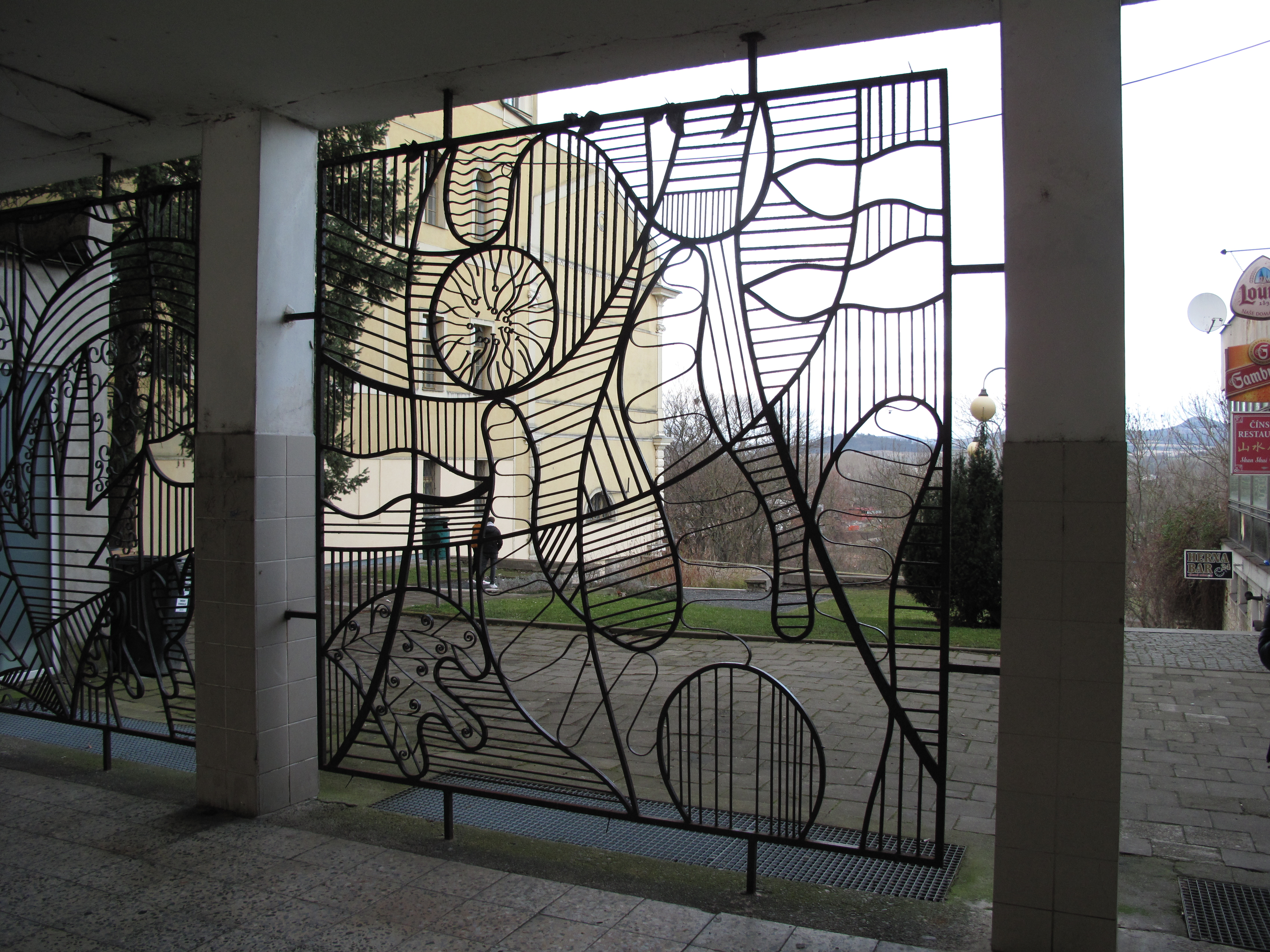
Dekorativní mříž bývalého hotelu Ohře v Lounech